# ماکس اسلیوگت
ماکس اسلیوُگت (آلمانی: Max Slevogt؛ ۸ اکتبر ۱۸۶۸ – ۲۰ سپتامبر ۱۹۳۲) نقاش اهل آلمان بود که به خاطر منظره‌نگاریهایش شهرت دارد.
او به همراه لویس کرینت و ماکس لیبرمان سه پیشگام نقاشی فضای باز در آلمان به‌شمار می‌رفتند.